# Li Zhiqiang
Li Zhiqiang – chiński judoka.
Brązowy medalista mistrzostw Azji w 1999 roku.